# Hot Blooded
Hot Blooded è una canzone dei Foreigner estratta come primo singolo dal loro secondo album Double Vision nel 1978. Ha raggiunto il terzo posto della Billboard Hot 100 ed è stata certificata con il disco di platino per le vendite di oltre un milione di copie negli Stati Uniti.

## Tracce
7" Single Atlantic 3488
1. Hot Blooded – 4:20
2. Tramontane – 3:52

## Nella cultura di massa
- La canzone è stata utilizzata all'interno del primo medley polka realizzato dal cantante-comico "Weird Al" Yankovic, Polka on 45, per il suo album "Weird Al" Yankovic in 3-D nel 1984.
- Fa parte della colonna sonora del film Crazy for You - Pazzo per te del 1985.
- È apparso in un episodio della serie televisiva WKRP in Cincinnati.
- È  stato campionato dal rapper Tone Lōc nel suo brano Funky Cold Medina.
- Il brano è stato inoltre utilizzato più volte all'interno delle serie televisive Bones e Supernatural.
- Il testo viene parodiato da Homer Simpson durante l'episodio Springfield utopia delle utopie della serie animata I Simpson.
- La canzone appare nel film a tecnica mista Osmosis Jones del 2001.
- Viene inoltre canticchiata da Makenzie Vega in una delle prime scene del film Il bacio che aspettavo del 2007.
- Appare anche all'interno del film Adventureland del 2009, durante la scena in cui Kristen Stewart e Jesse Eisenberg entrano in un bar.
- Il brano appare in un episodio della serie televisiva The Office quando viene cantato da Ed Helms con l'ironico titolo di "Hot Pizza".
- È presente come canzone scaricabile per i videogiochi musicali Guitar Hero World Tour e Rock Band 3.
- Il brano è stato utilizzato per il trailer del film Jimmy Bobo - Bullet to the Head nel 2012.
- Il brano appare nella puntata della serie animata I Simpson intitolata Le due signore Nahasapeemapetilon.